# Marzio Bruseghin
Marzio Bruseghin, född 15 juni 1974 i Conegliano, Treviso, är en italiensk professionell tävlingscyklist. Han vann de italienska nationsmästerskapens tempolopp 2006. Han har också vunnit två tempoloppsetapper på Giro d'Italia. Bruseghin slutade på tredje plats på Giro d'Italia 2008.

## Karriär
Marzio Bruseghin blev professionell 1997 med det italienska stallet Brescialat. Från januari 2006 tävlade han för UCI ProTour-stallet Lampre-Fondital. Inför säsongen 2010 blev Bruseghin kontrakterad av det spanska stallet Caisse d’Epargne.
Brushegin har bland annat vunnit det italienska tempomästerskapet 2006. Under säsongen 2006 slutade han trea i bergspristävlingen i Polens runt efter den polske cyklisten Bartosz Huzarski och nederländaren Joost Posthuma. Han slutade också trea på etapp 5 av Tyskland runt det året efter Levi Leipheimer och Andrej Kasjetjkin.
Bruseghin segrade också på etapp 13, även det ett tempolopp, under Giro d'Italia 2007. Senare samma år slutade han tvåa på Polen runts bergsmästartävling efter fransmannen Yoann Le Boulanger. Bruseghin slutade trea på Giro d'Italia 2008 efter spanjoren Alberto Contador och italienaren Riccardo Riccò. Under tävlingens gång vann han etapp 10, ett tempolopp, framför bland annat Contador och den tyske cyklisten Andreas Klöden. Under året körde han också Tour de France och Vuelta a España. Under Vuelta a España slutade han på 10:e plats i tävlingens slutställning.
På etapp 21 av Giro d'Italia 2009 slutade Bruseghin på femte plats bakom Ignatas Konovalovas, Bradley Wiggins, Edvald Boasson Hagen och Jaroslav Popovytj.

## Meriter
2000
3:a, etapp 1b, Giro del Trentino
2005
2:a, Nationsmästerskapen - tempolopp
2:a, etapp 5, Giro d'Italia 2005
2006
1:a,  Nationsmästerskapen - tempolopp
3:a, etapp 5, Tyskland runt
3:a, bergstävlingen, Polen runt
2007
Etapp 13, Giro d'Italia 2007
2:a, bergstävlingen, Polen runt
3:a, bergstävlingen, Schweiz runt
2008
Etapp 10, Giro d'Italia 2008
3:a, Giro d'Italia 2008
10:a, Vuelta a España

## Stall
- Brescialat 1997–1998
- Banesto 1999–2002
- Fassa Bortolo 2003–2005
- Lampre-Fondital 2006–2009
- Caisse d'Epargne 2010
- Movistar Team 2011–